# Wellesleyové
Wellesleyové jsou britský šlechtický rod. Původní rod Wellesley (Wesley) byl starým irským klanem uváděným již od 12. století. Tato rodina vymřela v roce 1728 a jméno Wellesley spolu s majetkem v Irsku přešlo na spřízněný rod Cowleyů. Nejvýznamnějším členem rodu byl polní maršál a vojevůdce napoleonských válek Arthur Wellesley, 1. vévoda z Wellingtonu (1769–1852), který v roce 1814 získal titul vévody z Wellingtonu. Významného postavení dosáhli také jeho bratři Richard Wellesley, markýz Wellesley (1760–1842), William Wellesley, 3. hrabě z Morningtonu (1763–1845), a Henry Wellesley, 1. baron Cowley (1773–1847). V současnosti je hlavním představitelem rodu Charles Valerian Wellesley, 9. vévoda z Wellingtonu (* 1945), bývalý poslanec Evropského parlamentu. Majetkem vévodů z Wellingtonu jsou Stratfield Saye House a Apsley House v Londýně.

## Historie

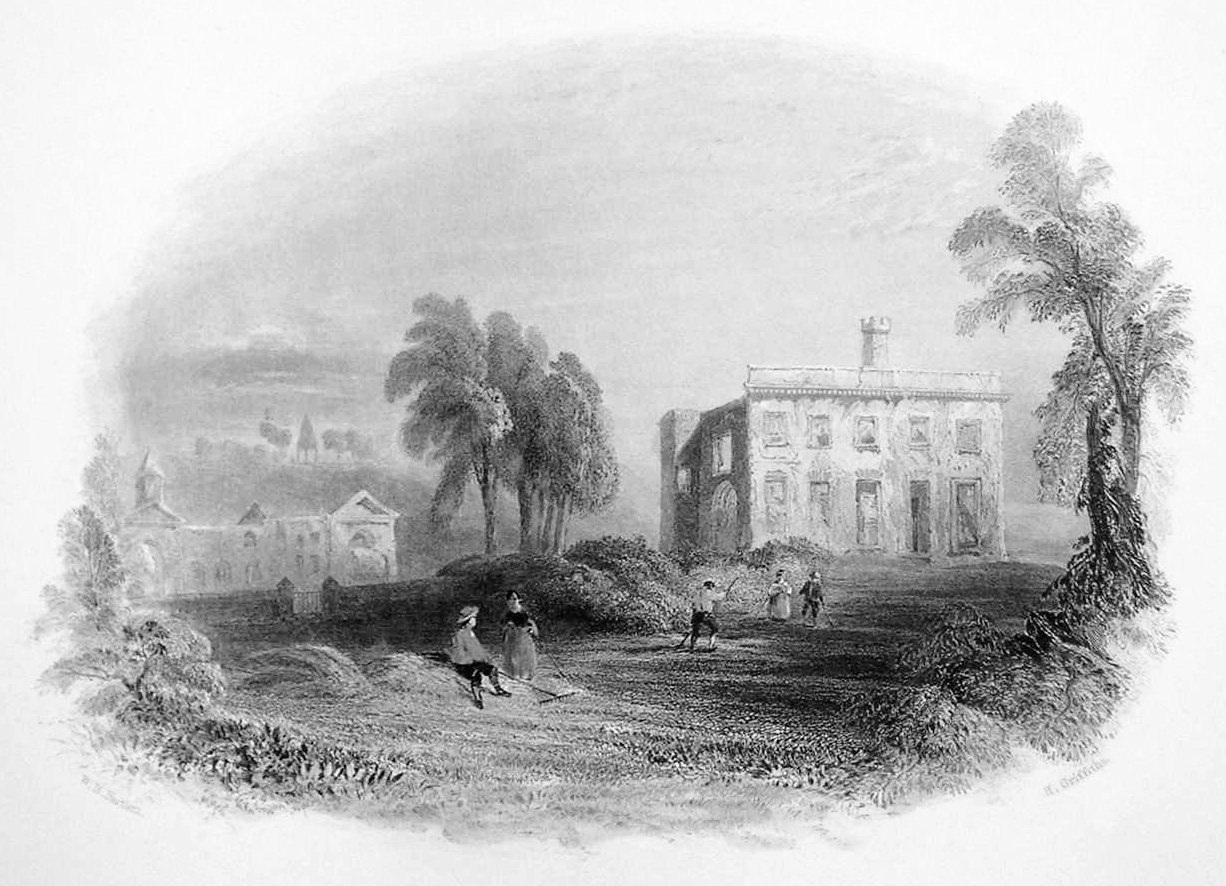
Hrad Dangan Castle (Irsko), nejstarší rodové sídlo

Původní rod Wellesley (respektive Wesley) patřil ke starým irským klanům a již ve 12. století se předkové uvádějí jako majitelé panství Dangan Castle v hrabství Meath. Waleran de Wesley byl ve 13. století lordem sudím v Irsku a jeho potomci zastávali správní funkce v hrabství Meath, příležitostně také zasedali v irském parlamentu. Posledním potomkem rodu Wesley byl Garret Wesley (1665–1728), dlouholetý poslanec irského parlamentu. Po vymření rodu přešel hrad Dangan Castle na rodinu Cowley (respektive Colley), která byli s Wellesleyi několinásobně spřízněná prostřednictvím sňatků. Cowleyové mají původ v Anglii (hrabství Rutland), kde jsou zmiňováni od počátku 15. století, ale Robert Cowley (1470–1546) jako významný právník za vlády Jindřicha VIII. přesídlil do Irska a stal se zástupcem irského lorda kancléře. Jeho vnuk Henry Cowley († 1584) proslul jako vojevůdce a politik alžbětinské éry a nechal postavit hrad Castle Carbury v irském hrabství Kildare.
V roce 1728 původní rod Wellesley vymřel a jméno spolu s majetkem převzali Cowleyové. V roce 1746 získali irský titul barona z Morningtonu (odvozený od názvu stejnojmenné vesnice v hrabství Meath severně od Dublinu), v další generaci obdrželi titul hrabat (1760). V generaci synů 1. hraběte z Morningtonu se z Wellesleyů stala významná aristokratická dynastie ovlivňující britskou historii po celou první polovinu 19. století. Jako první vynikl Richard Wellesley, 1. markýz Wellesley (1760–1842), ve funkci indického generálního guvernéra, v rámci napoleonských válek se ale mnohem slavnějším stal jeho mladší bratr Arthur Wellesley, 1. vévoda z Wellingtonu (1769–1852), polní maršál a vítěz bitvy u Waterloo. Významného postavení dosáhli také další bratři William (1763–1845) a Henry (1773–1847). Všichni čtyři bratři získali peerské tituly s členstvím v britské Sněmovně lordů a vysoké postavení si udrželi jejich potomci v několika generacích až do 20. století.

## Hrabata z Morningtonu

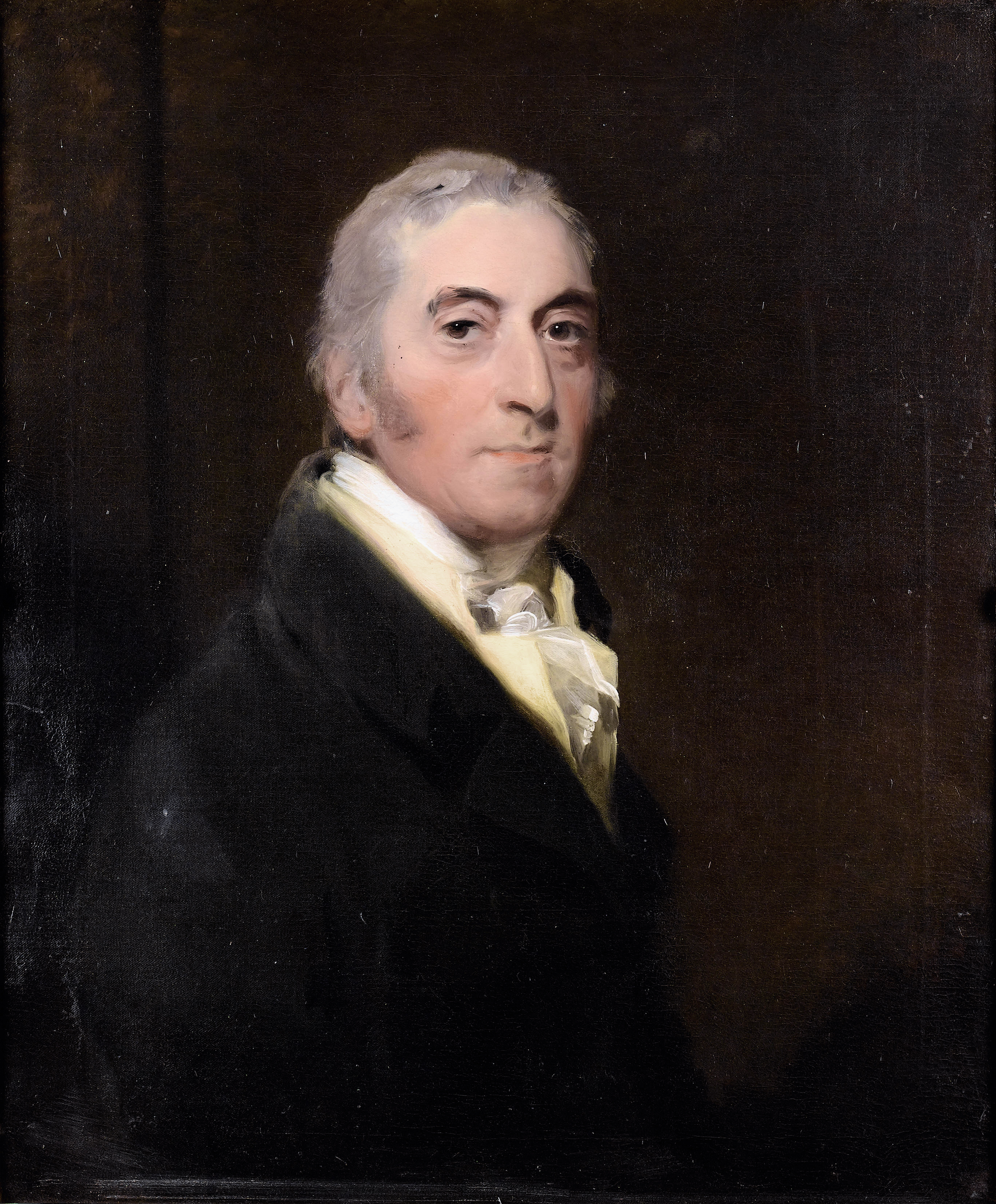
William Wellesley, 3. hrabě z Morningtonu (1763–1845), Thomas Lawrence, počátek 19. století

Zakladatelem rodového vzestupu byl Richard Cowley (1690–1758), absolvent dublinské univerzity a dlouholetý poslanec irského parlamentu. V roce 1728 zdědil majetek svého bratrance Garreta Wesleye (1665–1728) a zároveň přijal jméno Wesley, respektive Wellesley. V roce 1746 získal titul barona Morningtona, který platil pouze pro Irsko, v 18. století nechal přestavět starobylé rodové sídlo Dangan Castle v irském hrabství Meath. Jeho syn Garret Wellesley (1735–1781) byl v roce 1760 povýšen na hraběte z Morningtonu, který ale stále platil pouze pro Irsko. Do britské Sněmovny lordů se Wellesleyové dostali až v další generaci. Dědicem 1. hraběte byl nejstarší syn Richard Wellesley (1760–1842), který během své dlouholeté kariéry byl generálním guvernérem v Indii, britským ministrem zahraničí nebo místokrálem v Irsku. Již v roce 1797 získal britský titul barona Wellesleye a nedlouho poté byl povýšen na irského markýze Wellesleye. Měl početné nelegitimní potomstvo, ale manželské potomky neměl, takže markýzát Wellesley jeho úmrtím zanikl. Titul hraběte z Morningtonu přešel na mladšího bratra Williama (1763–1845), který již předtím zasedal ve Sněmovně lordů jako baron Maryborough. William jako dědic svého bratrance Sira Williama Pole užíval od roku 1781 příjmení Wellesley-Pole a po rodině Pole převzal statky v Irsku se zámkem Ballyfin House. Tento majetek prodal v roce 1813.
V další generaci byl 4. hrabětem z Morningtonu William Pole–Wellesley (1788–1857), který se oženil s Catherine Tylney–Long (1789–1825) a na základě toho přijal příjmení Tylney–Long–Pole–Wellesley. Catherine byla dědičkou rodu Long (panství Draycot House v hrabství Wiltshire), ale potažmo také spoludědičkou významného bankéřského rodu Childů, takže po smrti svého bratra v roce 1805 byla majitelkou statků ve třech hrabstvích s ročním příjmem 40 000 liber a především velkolepého rodového sídla Wanstead House v Londýně. Čtvrtý hrabě z Morningtonu se jen okrajově věnoval veřejné činnosti jako politik, proslul hlavně rozmařilým stylem života, takže po smrti jeho manželky skončila značná část majetku v exekučním prodeji. Posledním potomkem této linie byl jeho syn William Wellesley, 5. hrabě z Morningtonu (1813–1863). Po jeho smrti přešel titul hrabat z Morningtonu na linii vévodů z Wellingtonu, zatímco statky ve Wiltshire převzala mladší linie hrabat Cowleyů.

## Vévodové z Wellingtonu

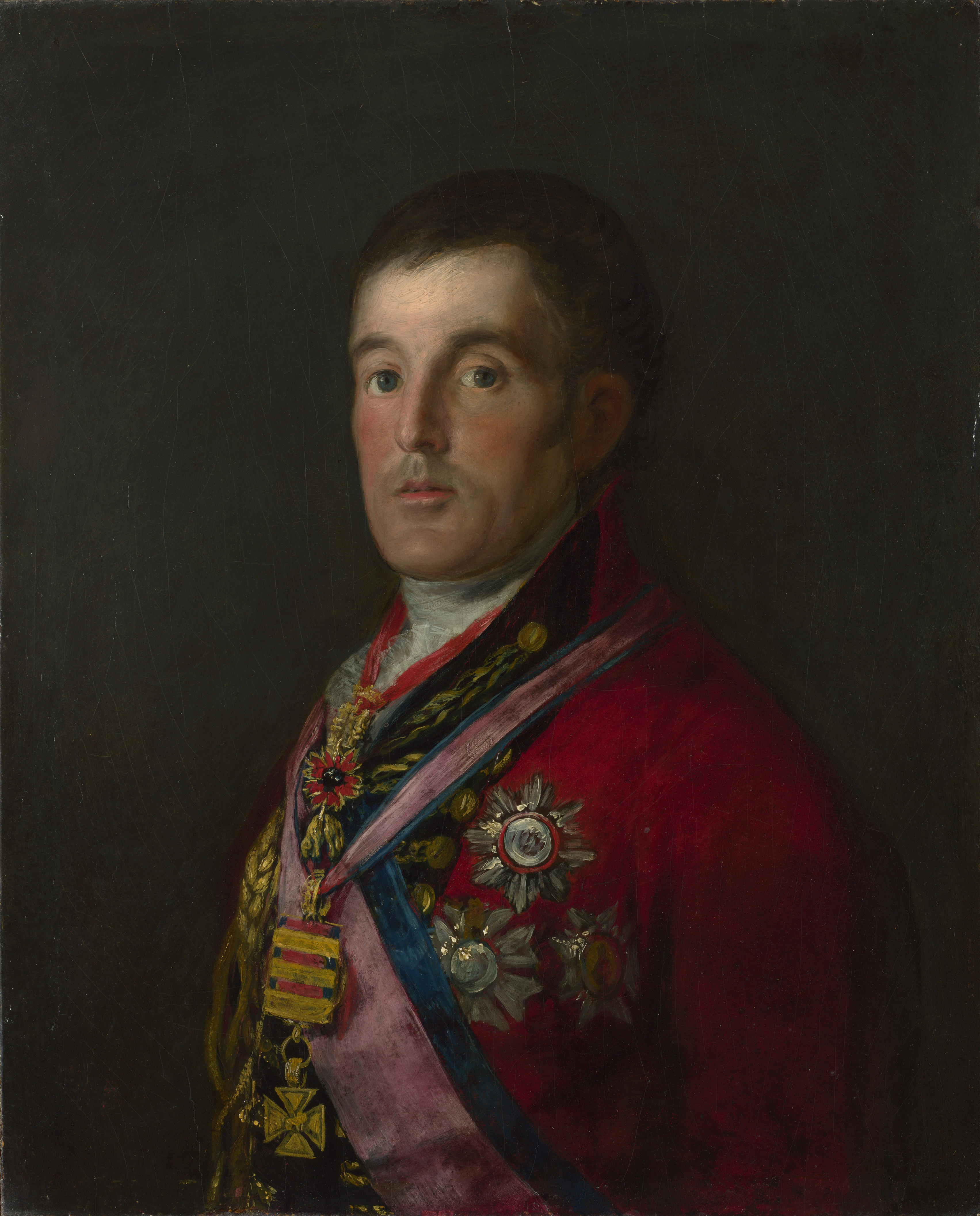
Arthur Wellesley, 1. vévoda z Wellingtonu (Národní galerie (Londýn), Francisco Goya, 1812–1814

Nejvýznamnějším členem rodu Wellesleyů byl Arthur Wellesley, 1. vévoda z Wellingtonu (1769–1852), třetí syn 1. hraběte z Morningtonu, který proslul jako vojevůdce napoleonských válek, polní maršál a hrdina od Waterloo, později byl také dvakrát britským ministerským předsedou. Ve šlechtické hierarchii začal stoupat během svého tažení proti Francii na Pyrenejském poloostrově (vikomt Wellington 1809, hrabě a markýz z Wellingtonu 1812). Po skončení napoleonských válek obdržel titul vévody z Wellingtonu, řadu šlechtických titulů ale získal také v zahraničí (Španělsko, Portugalsko, Nizozemsko). Na jeho výjimečném postavení ve Spojeném království i v rámci celé Evropy profitoval celý rod Wellesleyů včetně jeho vlastních potomků. Nejstarší syn a dědic titulů Arthur Richard Wellesley, 2. vévoda z Wellingtonu (1807–1884), dosáhl v armádě hodnosti generálporučíka a zastával vysoké funkce u dvora, byl též rytířem Podvazkového řádu. Zemřel bez potomstva a titul vévody zdědili postupně dva synovci, Henry Wellesley, 3. vévoda z Wellingtonu (1846–1900), a Arthur Wellesley, 4. vévoda z Wellingtonu (1849–1934), oba taktéž sloužili v armádě. Tradiční vojenská služba se stala osudnou Henrymu Wellesleyovi, 6. vévodovi z Wellingtonu (1912–1943), který jako poručík padl za druhé světové války v Itálii. Protože byl bezdětný, tituly po něm zdědil strýc Gerald Wellesley, 7. vévoda z Wellingtonu (1885–1972), který působil v diplomacii a v letech 1936–1943 byl inspektorem královských uměleckých sbírek. Současným představitelem této rodové větve je Charles Valerian Wellesley, 9. vévoda z Wellingtonu (* 1945), který byl v letech 1979–1989 poslancem Evropského parlamentu za Konzervativní stranu.
Díky osobnosti maršála Wellingtona užívají Wellesleyové v této linii šlechtickou titulaturu, která zahrnuje šlechtické tituly z Británie, Španělska, Portugalska a Nizozemí. Současná titulatura vévodů z Wellingtonu vypadá následovně: vévoda z Wellingtonu, markýz z Wellingtonu, markýz Douro, hrabě z Morningtonu, hrabě z Wellingtonu, vikomt Wellington, baron Mornington, baron Douro, kníže z Waterloo, vévoda da Vittoria, markýz de Torres Vedras, vévoda de Ciudad Rodrigo, hrabě de Vimeiro, španělský grand 1. třídy. Pět z devíti vévodů z Wellingtonu získalo Podvazkový řád.

### Rodová sídla

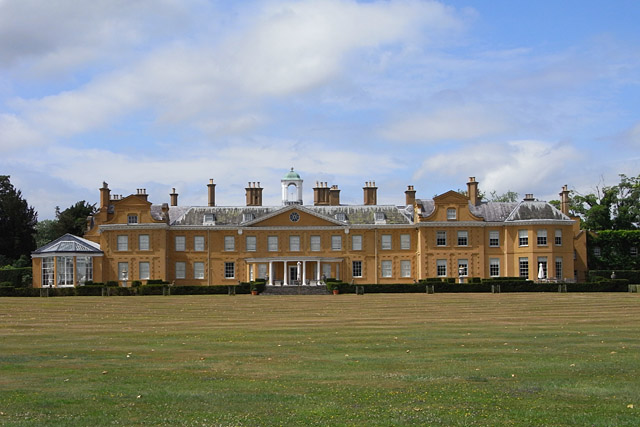
Zámek Stratfield Saye House (Hampshire)

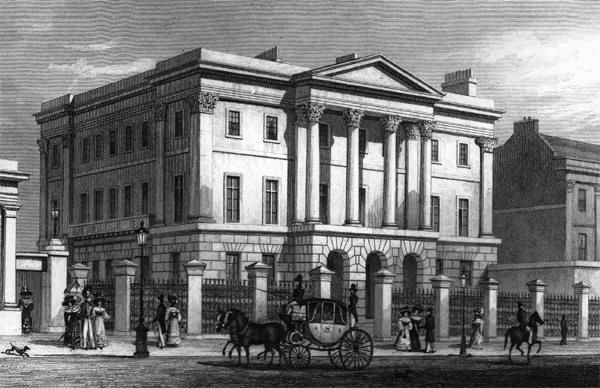
Palác Apsley House (Londýn)

Hlavním sídlem vévodů z Wellingtonu je zámek Stratfield Saye House v jižní Anglii (hrabství Hampshire). Barokní zámek zde postavila rodina Pittů zbohatlá v koloniích, od nich je po napoleonských válkách koupil stát a v roce 1817 věnoval jako národní dar maršálu Wellingtonovi. Ten měl velkolepé plány původní zámek zbořit a postavit nový s názvem Waterloo Palace, kvůli vysokým finančním nákladům z toho ale sešlo. Následně nicméně proběhly četné úpravy stávajících budov. Zámek Stratfield Saye House je přístupný veřejnosti jako muzeum maršála Wellingtona.
Dalším sídlem se stal londýnský palác Apsley House, který původně koupil v roce 1807 maršálův bratr Richard Wellesley. Vévoda Wellington po skončení napoleonských válek potřeboval reprezentativní sídlo odpovídající jeho postavení v hlavním městě a od bratra v roce 1817 koupil. Po rezignaci na ambiciózní plány přestavět zámek Stratfield Saye House investoval maršál Wellington v několika etapách vysoké částky do úprav Apsley House. Gerald Wellesley, 7. vévoda z Wellingtonu, věnoval palác v roce 1947 států, ale na základě zákona Wellington Museum Act (1947) je nadále vyčleněna část paláce pro pobyt rodiny vévodů z Wellingtonu. Palác Apsley House spravuje organizace English Heritage.

## Hrabata Cowleyové
Nejmladší bratr maršála Wellingtona, Henry Wellesley (1773–1847), byl úspěšným diplomatem za napoleonských válek a dlouholetým velvyslancem ve Španělsku, Francii a Rakousku. V roce 1828 získal titul barona a vstoupil do Sněmovny lordů (titul Cowley of Wesley odkazuje na původní jména obou spřízněných rodin). Jeho syn Henry Wellesley, taktéž významný diplomat, získal v roce 1857 titul hraběte (zároveň také titul vikomta Dangana odvozený od původního rodového sídla v Irsku). V roce 1863 zdědil po vymřelé linii hrabat z Morningtonu statky ve Wiltshire se zámkem Draycot House. Současným představitelem této větve je Garret Graham Wellesley, 7. hrabě Cowley (* 1934), který se věnoval podnikání a žije v Londýně.

## Osobnosti

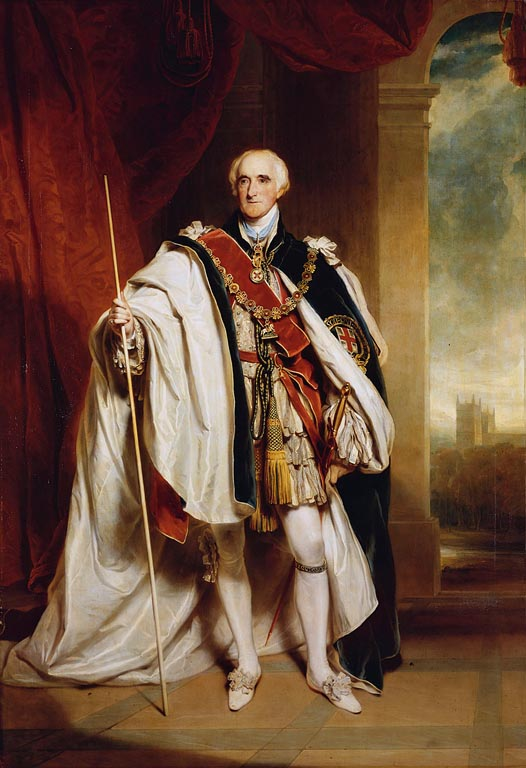
Richard Wellesley, 1. markýz Wellesley (1760–1842)

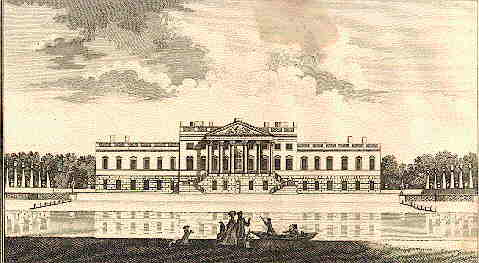
Zámek Wanstead House (Londýn), sídlo hrabat z Morningtonu v 19. století

- Richard Wellesley, 1. baron Mornington (1690–1758), poslanec irského parlamentu, 1746 baron Mornington
- Garret Wellesley, 1. hrabě z Morningtonu (1735–1781), poslanec irského parlamentu, hudební skladatel, 1760 hrabě z Morningtonu
- Richard Wellesley, 1. markýz Wellesley (1760–1842), Generální guvernér Indie, ministr zahraničí, místokrál v Irsku, 1799 markýz Wellesley
- William Wellesley, 3. hrabě z Morningtonu (1763–1845),
- Arthur Wellesley, 1. vévoda z Wellingtonu (1769–1852), polní maršál, vítěz od Waterloo, britský premiér 1828–1830 a 1834, 1814 vévoda z Wellingtonu
- Henry Wellesley, 1. baron Cowley (1773–1847), diplomat, velvyslanec ve Španělsku, Rakousku a Francii, 1828 baron Cowley
- Henry Wellesley, 1. hrabě Cowley (1804–1884), diplomat, velvyslanec ve Francii, 1857 hrabě Cowley
- Arthur Wellesley, 2. vévoda z Wellingtonu (1807–1884), generál, nejvyšší štolba Spojeného království
- lord Charles Wellesley (1808–1858), generál, maršálek královského dvora
- George Wellesley (1814–1901), admirál